# Catherine Lara

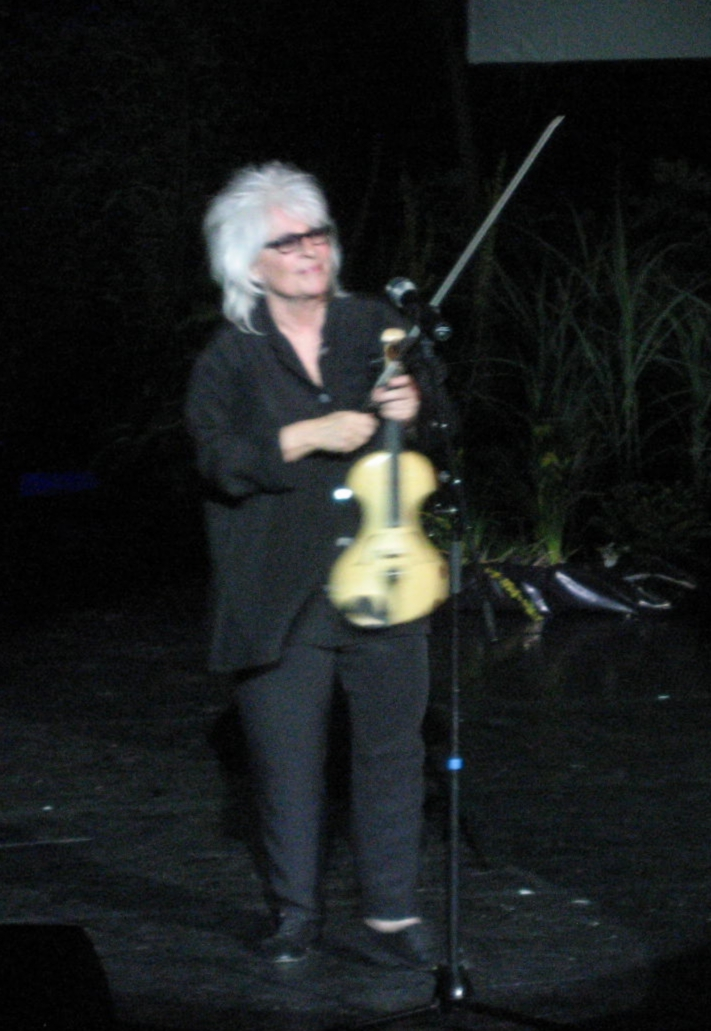
Catherine Lara

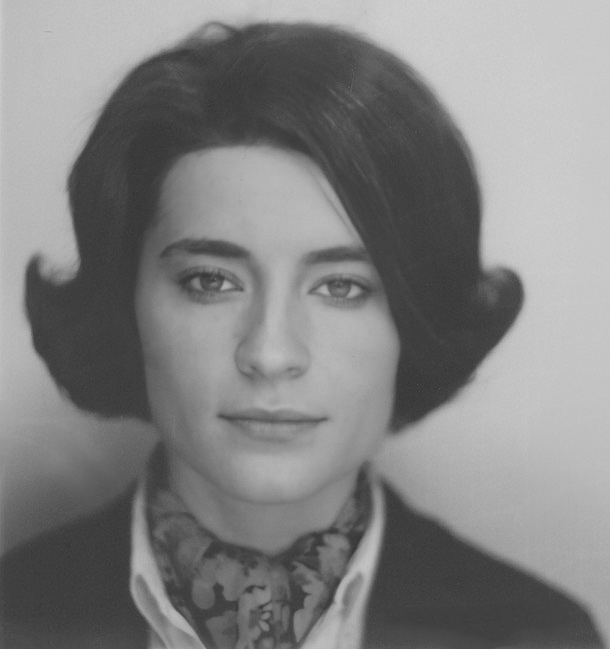
Catherine Lara in den 60er-Jahren

Catherine Lara (* 29. Mai 1945 als Catherine Bodet in Poissy im Département Yvelines) ist eine französische Sängerin, Violonistin, Komponistin und Schriftstellerin.

## Leben
Catherine Lara lernte früh Violine spielen und errang bereits in jungen Jahren Preise für ihr Spiel. 1983 outete sie sich als eine der ersten französischen Künstlerinnen als lesbisch. In dem Lied Autonome heißt es dazu: Longtemps j’ai vécu comme si j’étais une autre … Jusqu’au jour, où Autonome, Autonome, Libre d’aimer une femme ou un homme. (Lange habe ich gelebt, als wäre ich eine andere ... Bis zu dem Tag, als ich, Autonom, Autonom, frei war eine Frau oder einen Mann zu lieben.)
1990 wurde sie zum Chevalier des Arts et Lettres ernannt. 1992 erhielt Lara den Orden Chevalier de la Légion d’Honneur, 1994 wurde sie als Officier de la Légion d’Honneur ausgezeichnet. 2020 folgte der Ordre national du Mérite im Rang eines Commandeur (Komtur).
Catherine Lara ist in der Frauenbewegung aktiv und ehrenamtlich im Verwaltungsrat des Theaters von Poissy tätig.

## Karriere
Nachdem sie das Pariser Konservatorium verlassen hatte, gründete sie verschiedene Bands, die als Begleitgruppen für Künstler wie Nana Mouskouri und Françoise Hardy fungierten. 1972 schrieb sie zwei Chansons für Barbara. Im selben Jahr erschien ihr erstes Album Ad libitum. Neben weiteren Veröffentlichungen komponierte sie auch Filmmusik, z. B. für Les hommes préfèrent les grosses. Ihre größten Erfolge hatte sie in den späten 1980er Jahren, als sie für das Album und den Titelsong Au milieu de nulle part als Künstlerin des Jahres bei den Victoires de la Musique ausgezeichnet wurde und der Videoclip des Songs eine Caméra d’Or bei den Internationalen Filmfestspielen von Cannes erhielt.
Neben weiteren Alben sang sie in der Folgezeit die Rolle der George Sand in der Rock-Oper Sand et les Romantiques und komponierte zusammen mit Thierry Eliez das Musical Graal. 2002 war sie Koautorin des offiziellen Liedes der französischen Fußballnationalmannschaft für die Fußball-Weltmeisterschaft 2002 Tous ensemble, das von Johnny Hallyday gesungen wurde.
In den Jahren 2023 und 2024 war sie als Komponistin und Instrumentalistin an der Kreation der Show Identités mit der Breakdance-Gruppe Kumo beteiligt. Parallel zu dieser Erfahrung und entgegen ihrer Ankündigung, sich 2020 zurückzuziehen, tritt sie weiterhin als Sängerin auf.

## Werke

### Bücher (Auswahl)
- L’Aventurière de l’archet perdu. Éditions Michel Lafon, ISBN 978-2-86804-387-0.
- Entre émois et moi. Éditions Michel Lafon, 2011, ISBN 978-2-7499-1204-2.

### Theater und TV
- L’Espace du dedans von Henri Michaux, Festival du Marais
- L’Arlésienne von Alphonse Daudet (Arrangements)
- I love You coiffure von Muriel Robin

### Diskografie
- 1972 Ad Libitum
- 1972 Les années poussières
- 1974 La craie dans l'encrier
- 1975 Nil
- 1976 Jeux de societé
- 1977 Vaguement
- 1979 Coup d’feel
- 1980 Geronimo
- 1981 Johan
- 1982 T’es pas drôle
- 1982 Revue er corrigée
- 1983 La rockeuse de diamants
- 1984 Flamenrock / Espionne
- 1984 Catherine Lara en concert à l’Olympia
- 1985 Au milieu de nulle part
- 1987 À travers les autres
- 1988 Rocktambule
- 1988 Lara live
- 1991 Sand et les romantiques
- 1993 Maldonne
- 1996 Mélomanie
- 1996 Terre indigo
- 1999 Aral (instrumental)
- 2004 Passe-moi l'ciel
- 2005 Graal
- 2009 Au-delà des murs
- 2011 Une voix pour Ferré
- 2012 Au cœur de l’âme Yiddish (mit Sirba octet und Mathilde Seigner)
- 2018 Bô, le Voyage Musical